# Alpin skidåkning vid olympiska vinterspelen 2002

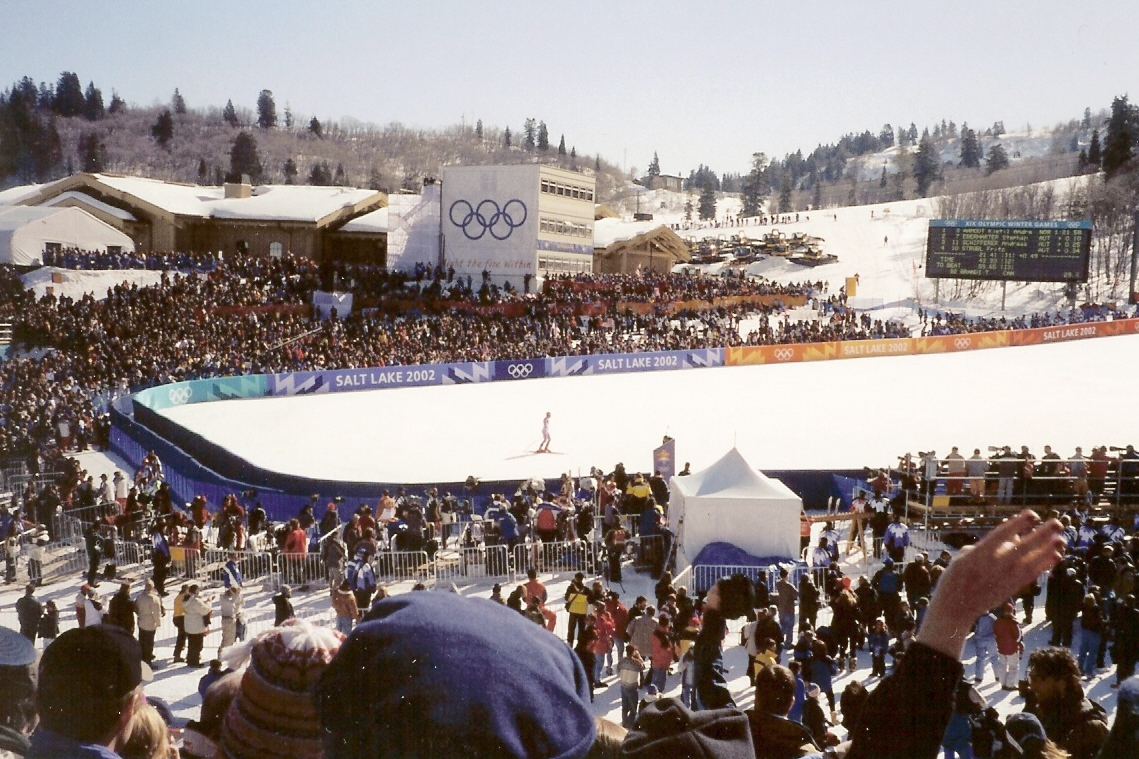
Målgången i Super-G-backen.

Tävlingarna i störtlopp, Super-G och alpin kombination hölls i Snowbasin. Tävlingarna i Storslalom hölls i Park City. Slalomen hölls i Deer Valley. De tio tävlingarna hölls mellan 10 och 23 februari 2002.

## Medaljtabell
| Pl. | Nation    | Guld | Silver | Brons | Totalt |
| --- | --------- | ---- | ------ | ----- | ------ |
| 1   | Kroatien  | 3    | 1      | 0     | 4      |
| 2   | Österrike | 2    | 2      | 5     | 9      |
| 3   | Frankrike | 2    | 2      | 0     | 4      |
| 4   | Norge     | 2    | 1      | 1     | 4      |
| 5   | Italien   | 1    | 1      | 1     | 3      |
| 6   | USA       | 0    | 2      | 0     | 2      |
| 7   | Sverige   | 0    | 1      | 1     | 2      |
| 8   | Tyskland  | 0    | 0      | 1     | 1      |
| 8   | Schweiz   | 0    | 0      | 1     | 1      |

## Resultat

### Herrar
| Gren                         | Guld                         | Guld    | Silver                       | Silver  | Brons                        | Brons   |
| Störtlopp Detaljer...        | Fritz Strobl Österrike       | 1:39,13 | Lasse Kjus Norge             | 1:39,35 | Stephan Eberharter Österrike | 1:39,41 |
| Storslalom Detaljer...       | Stephan Eberharter Österrike | 2:23,28 | Bode Miller USA              | 2:24,16 | Lasse Kjus Norge             | 2:24,32 |
| Slalom Detaljer...           | Jean-Pierre Vidal Frankrike  | 1:41,06 | Sébastien Amiez Frankrike    | 1:41,82 | Benjamin Raich Österrike     | 1:42,41 |
| Super-G Detaljer...          | Kjetil André Aamodt Norge    | 1:21,58 | Stephan Eberharter Österrike | 1:21,68 | Andreas Schifferer Österrike | 1:21,83 |
| Superkombination Detaljer... | Kjetil André Aamodt Norge    | 3:17,56 | Bode Miller USA              | 3:17,84 | Benjamin Raich Österrike     | 3:18,26 |

### Damer
| Gren                         | Guld                       | Guld    | Silver                    | Silver  | Brons                    | Brons   |
| Störtlopp Detaljer...        | Carole Montillet Frankrike | 1:39,56 | Isolde Kostner Italien    | 1:40,01 | Renate Götschl Österrike | 1:40,39 |
| Storslalom Detaljer...       | Janica Kostelić Kroatien   | 2:30,01 | Anja Pärson Sverige       | 2:31,33 | Sonja Nef Schweiz        | 2:31,67 |
| Slalom Detaljer...           | Janica Kostelić Kroatien   | 1:46,10 | Laure Pequegnot Frankrike | 1:46,17 | Anja Pärson Sverige      | 1:47,09 |
| Super-G Detaljer...          | Daniela Ceccarelli Italien | 1:13,59 | Janica Kostelić Kroatien  | 1:13,64 | Karen Putzer Italien     | 1:13,86 |
| Superkombination Detaljer... | Janica Kostelić Kroatien   | 2:43,28 | Renate Götschl Österrike  | 2:44,77 | Martina Ertl Tyskland    | 2:45,16 |

## Herrar
Den dominanta åkaren Hermann Maier, Österrike kunde inte delta i spelen på grund av en motorcykelolycka i Österrike i augusti, 2001

### Störtlopp
Tävlingarna hölls den 10 februari 2002 under klar himmel.
1972 års guldmedaljör Bernhard Russi, designade backen som gick under namnet "Grizzly Downhill". Backen var 1,86 km lång och hade sin start på 2831 meters höjd.
De första fem åkarna klarade banan på en tid under 100 sekunder, Vilket gjorde backen till den snabbaste olympiska störtloppsbacken. Den genomsnittliga farten för åkarna var 103 km/h.
Förhandsfavoriten Stephan Eberharter, Österrike tog bronsmedaljen, slagen av landsmannenFritz Strobl och Lasse Kjus, Norge
| Medalj | Tävlande            | Tid     |
| Guld   | Fritz Strobl        | 1.39,13 |
| Silver | Lasse Kjus          | 1.39,35 |
| Brons  | Stephan Eberharter  | 1.39,41 |
| 4      | Kjetil André Aamodt | 1.39,78 |
| 5      | Claude Cretier      | 1.39,96 |
| 6      | Christian Greber    | 1.40,00 |
| 7      | Fredrik Nyberg      | 1.40,30 |
| 8      | Ambrosi Hoffmann    | 1.40,31 |

### Super G
Tävlingen hölls den 16 februari 2002. Tio år efter hans första olympiska titel från 1992, vann Kjetil André Aamodt från Norge sitt andra guld i Super-G och sitt andra guld i spelen.
| Medalj | Tävlande            | Tid     |
| Guld   | Kjetil André Aamodt | 1.21,58 |
| Silver | Stephan Eberharter  | 1.21,68 |
| Brons  | Andreas Schifferer  | 1.21,83 |
| 4      | Fritz Strobl        | 1.21,92 |
| 5      | Bjarne Solbakken    | 1.22,10 |
| 6      | Didier Defago       | 1.22,27 |
| 7      | Christoph Gruber    | 1.22,35 |
| 8      | Daron Rahlves       | 1.22,48 |

### Alpin kombination
Tävlingen hölls den 13 februari 2002. Det betog av 3 åk, ett i störtlopp och två i slalom. Amerikanen Bode Miller åkte upp sig från en femtondeplats efter störtloppet till ett silver, 0,28 sekunder efter Kjetil André Aamodt från Norge som tog sin sjätte olympiska medalj i alpin skidåkning och slog där med rekord i flest medaljer
| Medalj | Tävlande            | Tid     |
| Guld   | Kjetil André Aamodt | 3.17,56 |
| Silver | Bode Miller         | 3.17,84 |
| Brons  | Benjamin Raich      | 3.18,26 |
| 4      | Rainer Schönfelder  | 3.18,67 |
| 5      | Lasse Kjus          | 3.19,80 |
| 6      | Paul Accola         | 3.22,26 |
| 7      | Patrick Staudacher  | 3.22,47 |
| 8      | Jean-Philippe Roy   | 3.22,68 |

### Storslalom
Tävlingen hölls den 21 februari 2002. Stephan Eberharter blev den äldste att vinna en alpinsk gren i ett OS, han var då 32,9 år.
| Medalj | Tävlande              | Tid     |
| Guld   | Stephan Eberharter    | 2.23,28 |
| Silver | Bode Miller           | 2.24,16 |
| Brons  | Lasse Kjus            | 2.24,32 |
| 4      | Benjamin Raich        | 2.24,40 |
| 5      | Christoph Gruber      | 2.24,41 |
| 6      | Bjarne Solbakken      | 2.24,50 |
| 7      | Kjetil André Aamodt   | 2.24,62 |
| 8      | Massimiliano Blardone | 2.24,87 |

### Slalom
Evenemanget hölls den 23 februari 2002. Förhands favoriten Bode Miller, USA, körde ut i sitt andra åk. Han var inte den enda att köra ur, många top-placerade åkare fick samma öde och körde ur i den väldigt utmanande banan. Britten Alain Baxter vann ursprungligen bronset men testades positivt för metamfetamin. 
| Medalj | Tävlande            | Tid     |
| Guld   | Jean-Pierre Vidal   | 1.41,06 |
| Silver | Sébastien Amiez     | 1.41,82 |
| Brons  | Benjamin Raich      | 1.42,41 |
| 4      | Kilian Albrecht     | 1.42,45 |
| 5      | Urs Imboden         | 1.42,48 |
| 6      | Kjetil André Aamodt | 1.42,72 |
| 7      | Markus Larsson      | 1.42,86 |
| 8      | Jure Košir          | 1.43,34 |

## Damer
Janica Kostelić, Kroatien dominerade och vann tre guld och två silver, vilket var de första medaljerna för Kroatien i olympiska vinterspelen. Hon blev den första kvinnan att ta fyra medaljer i ett olympiskt vinterspelen.
För Sveriges del blev det ett silver och ett brons, båda vunna av Anja Pärson

### Störtlopp
Hölls den 12 februari 2002
| Medalj | Tävlande           | Tid     |
| Guld   | Carole Montillet   | 1.39,56 |
| Silver | Isolde Kostner     | 1.40,01 |
| Brons  | Renate Götschl     | 1.40,39 |
| 4      | Hilde Gerg         | 1.40,49 |
| 5      | Corinne Rey-Bellet | 1.40,54 |
| 6      | Selina Heregger    | 1.40,56 |
| 7      | Sylviane Berthod   | 1.40,67 |
| 8      | Melanie Turgeon    | 1.40,71 |

### Super-G
Hölls den 17 februari 2002
| Medalj | Tävlande              | Tid     |
| Guld   | Daniela Ceccarelli    | 1.13,59 |
| Silver | Janica Kostelić       | 1.13,64 |
| Brons  | Karen Putzer          | 1.13,86 |
| 4      | Alexandra Meissnitzer | 1.13,95 |
| 5      | Hilde Gerg            | 1.13,99 |
| 6      | Michaela Dorfmeister  | 1.14,08 |
| 7      | Carole Montillet      | 1.14,28 |
| 8      | Renate Götschl        | 1.14,44 |

### Alpin kombination
Hölls den14 februari 2002
| Medalj | Tävlande             | Tid     |
| Guld   | Janica Kostelić      | 2.43,28 |
| Silver | Renate Götschl       | 2.44,77 |
| Brons  | Martina Ertl         | 2.45,16 |
| 4      | Marlies Öster        | 2.46,61 |
| 5      | Michaela Dorfmeister | 2.46,85 |
| 6      | Lindsey C. Kildow    | 2.48,05 |
| 7      | Geneviéve Simard     | 2.48,14 |
| 8      | Catherine Borghi     | 2.48,79 |

### Storslalom
Hölls den 22 februari 2002
| Medalj | Tävlande               | Tid     |
| Guld   | Janica Kostelić        | 2.30,01 |
| Silver | Anja Pärson            | 2.31,33 |
| Brons  | Sonja Nef              | 2.31,67 |
| 4      | Alexandra Meissnitzer  | 2.31,95 |
| 4      | Michaela Dorfmeister   | 2.31,95 |
| 6      | Maria Rienda-Contreras | 2.32,53 |
| 7      | Ylva Nowén             | 2.32,78 |
| 7      | Allison Forsyth        | 2.32,78 |

### Slalom
Hölls den 20 februari 2002
| Medalj | Tävlande        | Tid     |
| Guld   | Janica Kostelić | 1.46,10 |
| Silver | Laure Pequegnot | 1.46,17 |
| Brons  | Anja Pärson     | 1.47,06 |
| 4      | Ylva Nowén      | 1.47,18 |
| 5      | Martina Ertl    | 1.47,82 |
| 6      | Monika Bergmann | 1.47,98 |
| 7      | Vanessa Vidal   | 1.48,11 |
| 8      | Henna Raita     | 1.48,40 |